# Kingdom: The Far Reaches
Kingdom: The Far Reaches (ook wel Thayer's Quest) is een videospel dat in 1995 uitkwam voor de 3DO, Cd-i en DOS. De speler speelt tovenaarsleerling Thayer en moet vijf magische voorwerpen vinden. Deze voorwerpen vormen samen de legendarische 'Hand of Quoid' die nodig is om de kwaadaardige tovenaar Sorsabal te verslaan.
In 1996 verscheen het vervolg van dit speel getiteld Kingdom II: Shadoan.

## Platforms
| Jaar | Platform       |
| ---- | -------------- |
| 1995 | 3DO, CD-i, DOS |
| 1996 | Macintosh      |
| 1997 | Windows        |

Er was ook een versie voor de Sega Mega Drive in ontwikkeling maar deze werd nooit uitgebracht.

## Ontvangst
| Beoordeeld door                      | Jaar | Platform  | Score |
| ------------------------------------ | ---- | --------- | ----- |
| Adventure Classic Gaming             | 2010 | DOS       | 80%   |
| Quandary                             | 1995 | DOS       | 60%   |
| PC Gamer                             | 1995 | DOS       | 60%   |
| Video Games & Computer Entertainment | 1995 | 3DO       | 60%   |
| Computer Gaming World (CGW)          | 1995 | DOS       | 60%   |
| Mac Ledge                            | 1998 | Macintosh | 50%   |
| Electric Playground                  | 1995 | 3DO       | 50%   |
| PC Games (Duitsland)                 | 1995 | DOS       | 42%   |
| 7Wolf Magazine                       | 2006 | Windows   | 35%   |
| PC Player (Duitsland)                | 1995 | DOS       | 31%   |